# 鈴木憲久
鈴木 憲久（すずき のりひさ、1889年2月13日 - 1960年2月10日）は、日本の教育者・学校経営者。経済学博士。元学校法人拓殖大学理事長、第8代拓殖大学総長。愛知県名古屋市出身。

## 略歴
- 東京商船学校（現東京海洋大学）中退
- 時事新報論説委員
- 日本大学教授
- 拓殖大学教授
- 拓殖大学政経学部長
- 拓殖短期大学学長
- 1952年（昭和27年）総長事務取扱
- 1953年（昭和28年）学校法人拓殖大学理事長就任
- 1953年（昭和28年）第8代拓殖大学総長就任
- 1960年（昭和35年）膵臓癌のため死去、70歳没[2]
- 2009年（平成21年）遺骨が東京都内で発見され子孫によって小平霊園に納骨された